# Vili
Na mitologia nórdica, Vili (Willio ou Víli) era um dos Aesir, filho de Bestla e Borr. Seus irmãos eram Vé e Odin. Era conhecido por ter dado à humanidade os dons da emoção, sentimentos e pensamentos.
No poema Völuspá, Hoenir e Lóðurr auxiliaram Odin a criar Ask e Embla, respectivamente o primeiro homem e mulher. Mas no poema Gylfaginning, afirma-se que os auxiliares na criação foram Vili e Vé. Como Snorri Sturluson, autor de Gylfaginning conhecia Völuspá, é possível que Hoenir fosse um outro nome de Vili.